# Golm (Zichow)

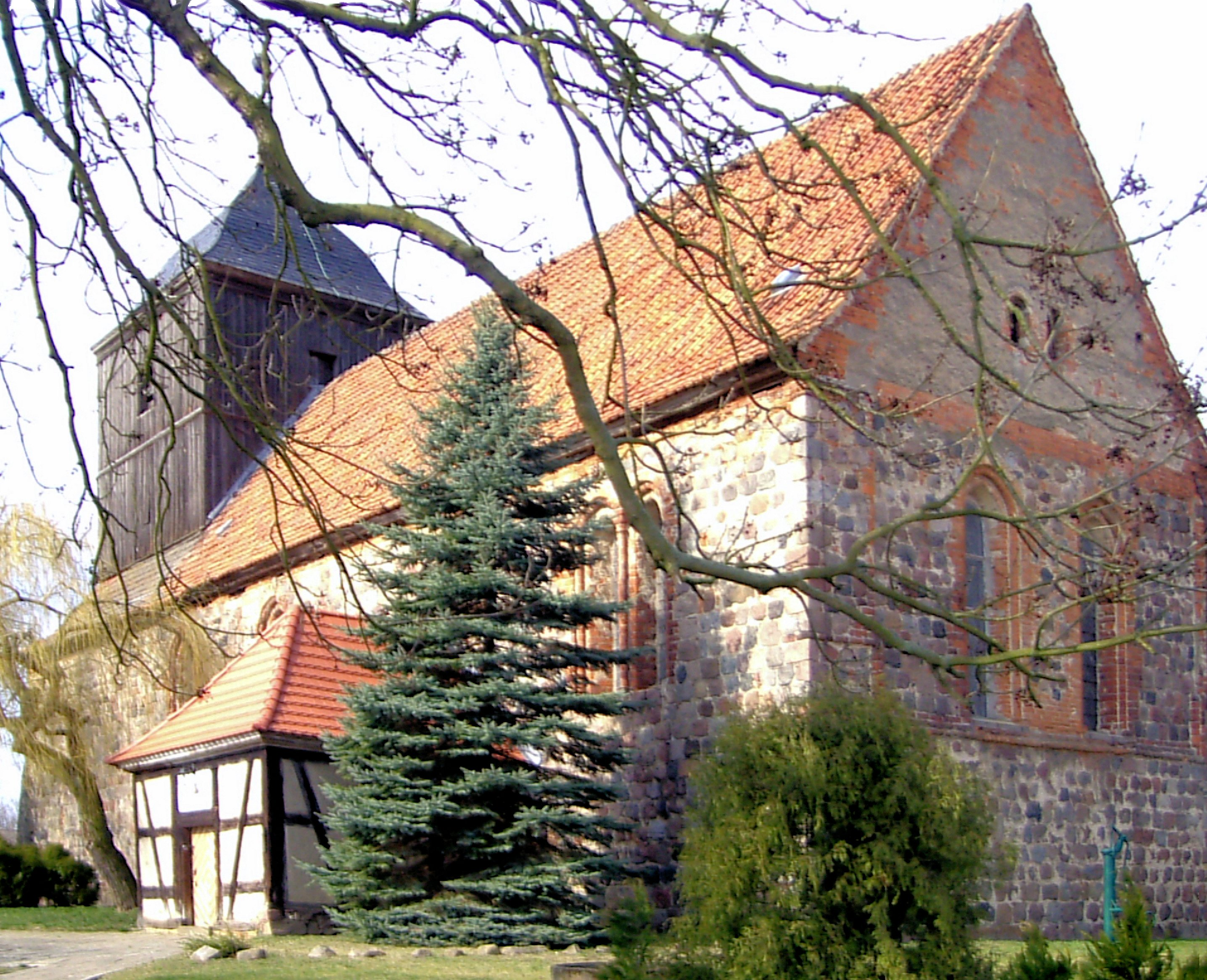
Golmer Kirche

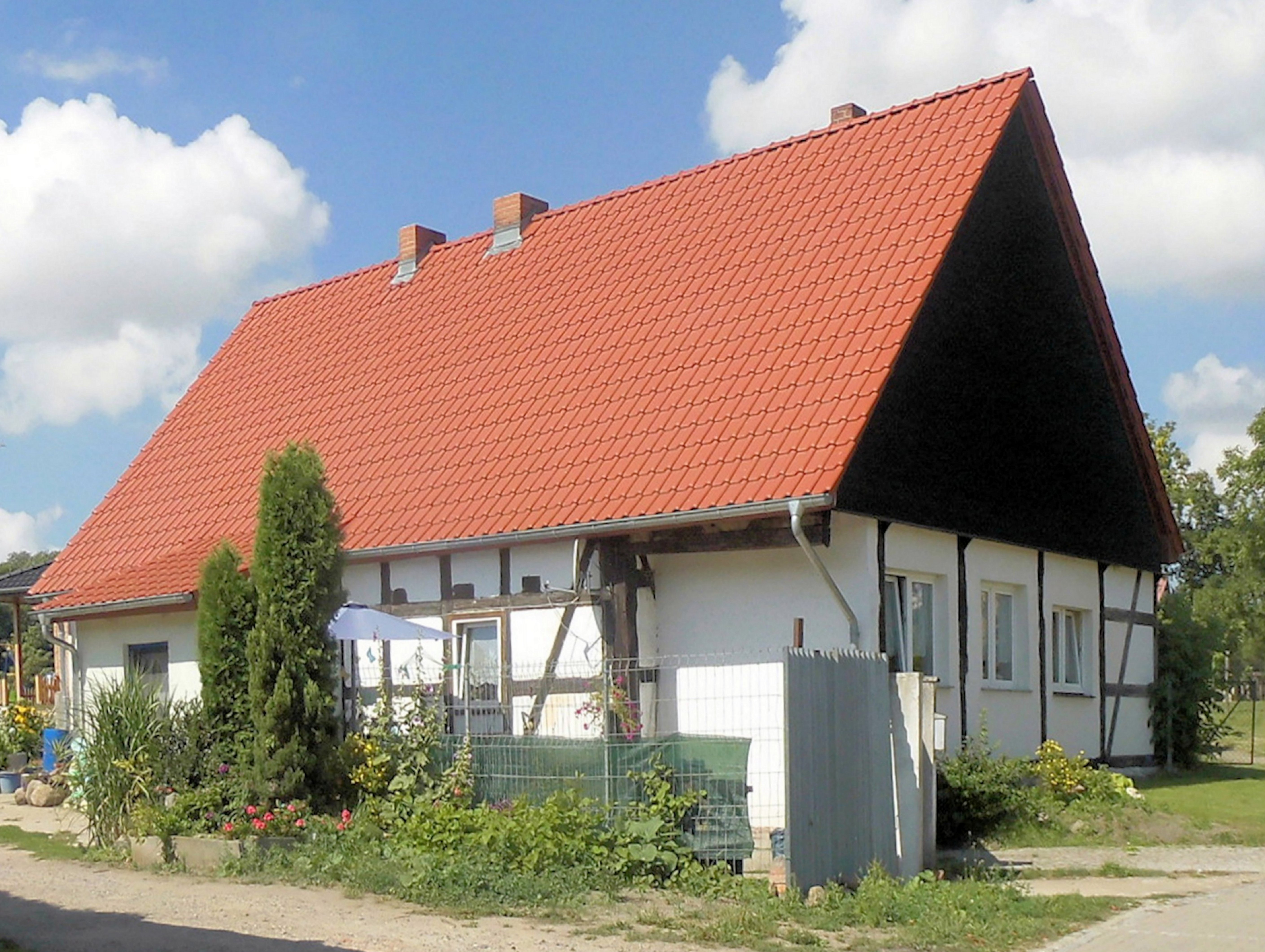
Denkmalgeschütztes Bauernhaus Dorfstraße 30

Golm ist ein Ortsteil der Gemeinde Zichow des Amtes Gramzow im Landkreis Uckermark in Brandenburg.

## Geografie
Das Gebiet um Golm liegt zwischen den Urstromtälern von Ucker, Welse und Randow auf einer Grundmoränenhochfläche, die durch zahlreiche abflusslose Seen und Tümpel gekennzeichnet ist, von denen sich einige im Verlandungsprozess befinden. Auf halbem Weg vom Dorfkern in südwestlicher Richtung zum 101 m ü. NHN hohen Langen Berg befindet sich der bewaldete Weinberg (81 m ü. NN), der aus einer sonst weitgehend baumlosen Landschaft herausragt.

## Geschichte
Das Dorf entwickelte sich aus einem ehemaligen Rittergut. Im Lauf der Jahrhunderte änderte sich der Name von ursprünglich Golym über Golin zu Golm (slawisch: „Berg“).
Ludwig der Römer und Herzog Barnim IV. verhandelten im Jahr 1354 über die Abtretung von uckermärkischen Landstrichen an Pommern, in denen sich auch das Rittergut Golm befand. Ein Schriftstück einer dieser Verhandlungen gilt als älteste vorhandene Urkunde über die Existenz Golms. Die Abtretung an Pommern wurde später von Kaiser Karl IV. zweimal bestätigt (1355 und 1370) und der Ort taucht folglich im 1375 erstellten Brandenburger Landbuch Karls IV. nicht auf.
Die Zichower Schlossherren von Arnim waren ab 1472 auch Besitzer der Ländereien am „veld Golme“ der wüsten Mark, was darauf schließen lässt, dass die Siedlung Golm zu dieser Zeit eine Wüstung war. Die Herrschaft verschiedener Nebenlinien derer von Arnim (Rechliner, Temmener Linie) währte mit kurzen Unterbrechungen bis 1864.
Für das Jahr 1608 sind zwei Vorwerke und zwei Schäfereien überliefert. Nach dem Dreißigjährigen Krieg entstand das Dorf neu und wurde mit Kossäten und Einliegern besiedelt. Anstelle der alten Kirchruine wurde 1711 die Golmer Kirche als Filia der Parochie Zichow auf Betreiben und zu Kosten Stefan von Arnims wieder neu errichtet. Sie erhielt einen Turm mit drei Glocken. Am Türbalken der Vorhalle zum Eingang der Kirche kann man noch heute die Jahreszahl Anno 1711 sehen. Die Kirche und ein Bauernhaus in der Dorfstraße 30 werden in der Landesdenkmalliste Brandenburgs als Baudenkmäler geführt.
1774 wurden in Golm 184 Einwohner gezählt, im 19. Jahrhundert lag die Einwohnerzahl zwischen 230 und 270, um nach dem Ersten Weltkrieg mit 390 Einwohnern den bisherigen Höchststand zu erreichen. Grund dafür war die neu entstandene und überregional agierende Siedlungsgemeinschaft „Eigene Scholle“, die auch in Golm Bauland kaufte und Flüchtlingen aus den abgetretenen Gebieten in Westpreußen und um Posen den Aufbau einer neuen Existenz ermöglichte.
1906 bekam Golm Anschluss an das Eisenbahnnetz. Die Strecke von Schönermark nach Gramzow der Kreisbahn Schönermark–Damme verlief am westlichen Ortsrand Golms entlang. Am 26. Mai 1979 wurde der Betrieb der Bahnlinie wegen Unrentabilität eingestellt, die Gleise später abgerissen. Auf Satellitenbildern ist die Linienführung noch deutlich zu erkennen, da sie – häufig auf Dämmen verlaufend – die Grenze von Feldfluren markiert. In Golm erinnern noch Reste von Gebäuden der Bahn, eine stillgelegte Laderampe und schließlich die Bahnhofstraße an die Zeit des Bahnbetriebs.
Bis zum 30. Dezember 2001 war Golm eine selbständige Gemeinde und gehört heute wie das benachbarte Fredersdorf als Ortsteil zur Gemeinde Zichow.

## Wirtschaft und Infrastruktur
In Golm wurde ab 1960 die Kollektivierung der Landwirtschaft fast vollständig eingeführt. Daraus resultierte die Bewirtschaftung immer größerer Schläge, der Einsatz schwerer Technik und intensive Melioration. Auch nach der Wende 1989 prägen großräumig arbeitende Agrargenossenschaften das Bild der Landschaft. Die Einwohner Golms sind teils in der Landwirtschaft, teils in Handwerksbetrieben beschäftigt. Einige Golmer pendeln in größere Gemeinden der Umgebung oder in die Industriestadt Schwedt/Oder.
Zu den heute aktiv das Dorfleben bestimmenden Vereinen gehören der Schützenverein und der Feuerwehrverein.

### Verkehrsanbindung
Durch das Gemeindegebiet führt eine Verbindungsstraße von Passow über Briest und Golm nach Fredersdorf und Zichow. In Passow und Zichow besteht Anschluss an die Bundesstraße 166 von Schwedt/Oder zum Autobahnkreuz Uckermark (A 11 / A 20) sowie zur Kreisstadt Prenzlau. Der Bahnhof in der nahegelegenen Gemeinde Passow liegt an der Bahnlinie Berlin–Stettin.